# Политическое лесбиянство
Политическое лесбиянство — явление внутри феминизма, основанное на теории, что сексуальную ориентацию можно выбирать и что лесбиянство является лучшей альтернативой гетеросексуальности. Политическое лесбиянство включает в себя сепаратистский феминизм (но не ограничивается им) и главным образом представлено внутри радикального феминизма второй волны.
По мнению политических лесбиянок, гетеросексуальность препятствует объединению и освобождению женщин. «Это очень тяжело: днём бороться против мужского насилия, только чтобы вечером лечь с мужчиной в одну постель».

## История явления
Сепаратистский феминизм, частью которого является политическое лесбиянство, обособился от гей-движения в 1970—80-х годах. Его максима — «личное есть политическое» — поощряло внимание к личной жизни феминисток, которые участвовали в движении. Развитие получила идея сестринства, идея создания «женского пространства» для общения. Враждебность к мужчинам и мужским институциям привело как рассмотрению лесбиянства как выхода из положения. Гетеросексуальность начала восприниматься политическими лесбиянками не как нечто естественное, врождённое, а как навязанное патриархатом сексуальное предпочтение.
Феминистки-лесбиянки выделяли класс женщин по аналогии с классом рабочих. По их мнению, классовые отношения поддерживали существование не только капитализма, но и патриархата.Андреа Дворкин в книге Intercouse называла секс женщины с мужчиной способом поддерживать отношения власти, закреплять подчинённость женщины. Брак же, по её мнению, являлся узаконенным правом мужчины обладать женщиной. Феминистка Шуламит Файрстоун подчёркивала, что настоящая любовь между мужчиной и женщиной невозможна: обязательным условием любви является уязвимость друг перед другом, чему мешает привилегированное положение мужчины.
Политическое лесбиянство не обязательно подразумевает сексуальные отношения с женщинами. Так, в буклете Love Your Enemy? The Debate Between Heterosexual Feminism and Political Lesbianism авторы-феминистки пишут:
Мы определяем политическую лесбиянку как женщину, которую идентифицирует женщина и которая [не занимается сексом] с мужчиной. Это не означает, что ей следует обязательно заниматься сексом с женщинами. 

Оригинальный текст (англ.)Our definition of a political lesbian is a woman-identified woman who does not fuck men. It does not mean compulsory sexual activity with women.

## Критика политического лесбиянства
Теоретик Дэнис Томпсон (Denise Thompson) считает, что противопоставление женской гетеросексуальности и лесбиянства только сильнее разделяет женщин и в общем способствует лишь дальнейшему укреплению гегемонии гетеросексуальности. Кроме того, как утверждают критики, что политическое лесбиянство продвигает идею о том, что ориентацию можно сменить, а значит, опосредованно оправдывает конверсионную терапию и корректирующие изнасилования. Некоторые трансгендерные люди считают, что политическим лесбиянкам не место в ЛГБТ-сообществе, так как они «сеют ненависть».
Темнокожие феминистки отмечали, что представление о женщинах как о классе, отдельном от мужчин, — привилегия белых женщин. Темнокожие женщины, страдающие от расизма, вынуждены объединяться с темнокожими мужчинами, чтобы бороться с другой формой дискриминации.

### Понятия, связанные с политическим лесбиянством
- Гетеронормативность
- Гетеросексизм
- Гомофобия
- Лесбийский феминизм
- Лесбиянство
- Сепаратистский феминизм

### Сторонники политического лесбиянства
- Адриенна Рич
- Ивонна Райнер